# Robert Creeley

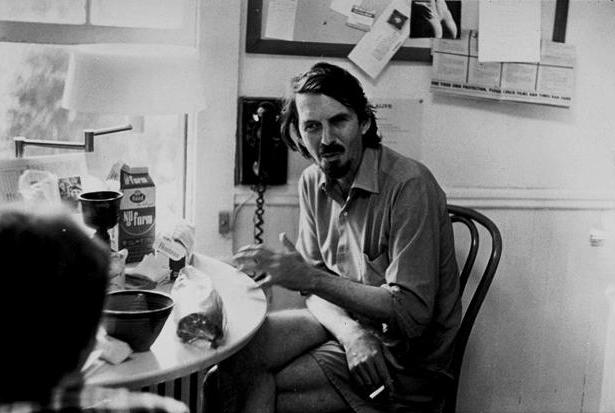
Robert Creeley

(da Per amore di Robert Creeley)
Robert Creeley (Arlington, 21 maggio 1926 – Odessa, 2 aprile 2005) è stato un poeta statunitense, tra i maggiori esponenti della lirica postmoderna.

## Biografia
Iscrittosi ad Harvard non conclude però gli studi ma vive intensamente vicino a Charles Olson - poeta statunitense e direttore del College che influenzò la Beat Generation - l'esperienza del Black Mountain College, per il quale diresse la rivista "Black Mountain College Review" nel North Carolina. Egli pubblica le sue prime poesie sulla rivista "Wake" ad Harvard e nel 1949 inizia una fitta corrispondenza con William Carlos Williams ed Ezra Pound. L'anno seguente il poeta conosce Charles Olson con il quale stringe una forte amicizia.
Amico dei più importanti artisti moderni, lavorava spesso con loro a diversi progetti riguardanti mostre e libri ed era inoltre un appassionato di musica jazz. Amava l'arte in tutte le sue forme e si recava ovunque per tenere reading che lo resero popolare. La reputazione che aveva, soprattutto Oltreoceano, era quella di poeta postmoderno che aveva contribuito a rinnovare la poesia americana nel mondo durante il Secondo Dopoguerra. Amato per i suoi esperimenti linguistici venne considerato un grande degli anni cinquanta nel momento della maggiore cultura degli USA e la sua poesia venne ascoltata e accolta con immenso entusiasmo. Ammirato e lodato da Allen Ginsberg per gli esperimenti linguistici all'avanguardia, pubblicò una sessantina di libri in un linguaggio teso e rigoroso attento alle tematiche delle tensioni umane quotidiane.

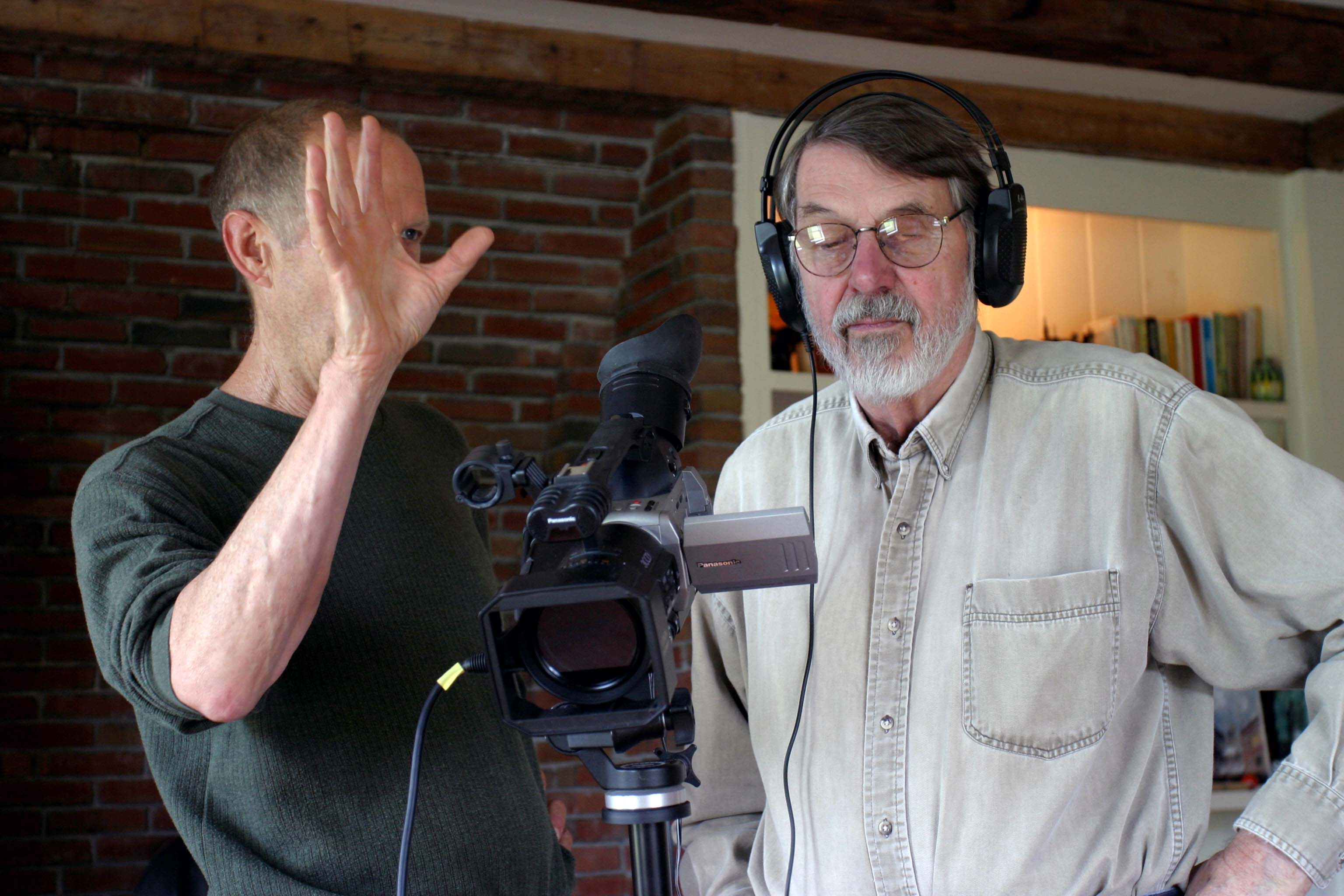
Robert Creeley con Allan Graham, durante la registrazione di "Add-Verse", 2004, foto di Gloria Graham

Viaggia in Europa e in Asia, vivendo per quarant'anni - con frequenti ritorni in America - in Giappone, a partire dal 1953, dove apprende la filosofia buddista e l'insegnamento zen. Nel 1954 Olson, che era rettore del Black Mountain College, un collegio di arti sperimentali nel North Carolina, invita Creeley a collaborare all'edizione della rivista Black Mountain Review. Tornato in America vive a Taos e a San Francisco. Nel 1956 si reca in Nuovo Messico per insegnare ad Albuquerque e in seguito in una finca nel Guatemala. Nel 1960 Creeley riceve il Master's Degree dall'Università del Nuovo Messico ad Albuquerque. Colpito da enfisema polmonare non volle mai farsi curare e negli ultimi anni andò a vivere a Buffalo, nello Stato di New York, dove è morto.

## Opere

### Tra le raccolte di poesie
- Per amore (For love - Poems 1950 - 1960, 1962)
- Parole (Words, 1967)
- Trenta cose (Thirty things, 1974)
- Più tardi (Later, 1979)
- Echi (Echoes, 1982)
- Specchi (Mirrors, 1983)
- Memorie (Memories, 1984)
- Finestre (Windows, 1990)
- Life & Death (1993)